# Équipe des Palaos masculine de basket-ball
Maillots
Actualités
L'équipe des Palaos masculine de basket-ball, est la sélection des meilleurs joueurs paluans de basket-ball. Elle est placée sous l'égide de la fédération des Palaos de basket-ball.
En 1988, elle rejoint la FIBA, plus tard la FIBA Océanie.

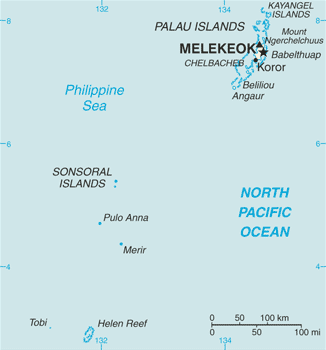
Carte des Palaos.

## Palmarès

### Basket-ball aux Jeux olympiques
Vierge (0/19)

### Coupe du monde de basket-ball masculin
Vierge (0/17)

### Championnat d'Océanie de basket-ball
Vierge (0/23)

### Tournoi d'Océanie de basket-ball
Vierge (0/11)

### Parcours au tournoi de basket-ball aux Jeux du Pacifique
| Année | Position | Match | Victoire | Nul | Défaite | Paniers marqués | Paniers encaissés |
| ----- | -------- | ----- | -------- | --- | ------- | --------------- | ----------------- |
| 1963  | X        | -     | -        | -   | -       | -               | -                 |
| 1966  | X        | -     | -        | -   | -       | -               | -                 |
| 1969  | X        | -     | -        | -   | -       | -               | -                 |
| 1971  | X        | -     | -        | -   | -       | -               | -                 |
| 1975  | X        | -     | -        | -   | -       | -               | -                 |
| 1979  | X        | -     | -        | -   | -       | -               | -                 |
| 1983  | X        | -     | -        | -   | -       | -               | -                 |
| 1987  | X        | -     | -        | -   | -       | -               | -                 |
| 1991  | X        | -     | -        | -   | -       | -               | -                 |
| 1995  | X        | -     | -        | -   | -       | -               | -                 |
| 1999  | 8e       | 8     | 4        | 0   | 4       | 564             | 652               |
| 2003  | X        | -     | -        | -   | -       | -               | -                 |
| 2007  | 9e       | 4     | 0        | 0   | 4       | 252             | 380               |
| 2011  | X        | -     | -        | -   | -       | -               | -                 |
| 2015  | X        | -     | -        | -   | -       | -               | -                 |
| 2019  | X        | -     | -        | -   | -       | -               | -                 |
| Total | X        | 12    | 4        | 0   | 8       | 816             | 1032              |

### Parcours au tournoi de basket-ball aux Jeux de la Micronésie
| Année | Position | Match | Victoire | Nul | Défaite | Paniers marqués | Paniers encaissés |
| ----- | -------- | ----- | -------- | --- | ------- | --------------- | ----------------- |
| 2006  | 2e       | 4     | 2        | -   | 2       | 282             | 260               |
| 2010  | X        | -     | -        | -   | -       | -               | -                 |
| 2014  | 3e       | 7     | 6        | 0   | 1       | 587             | 453               |
| 2018  | X        | -     | -        | -   | -       | -               | -                 |
| Total | X        | 11    | 8        | 0   | 3       | 869             | 713               |

## Nations rencontrées
| Adversaire                | Joués | Victoires | Matchs nuls | Défaites | Paniers marqués | Paniers encaissés |
| ------------------------- | ----- | --------- | ----------- | -------- | --------------- | ----------------- |
| Îles Mariannes du Nord    | 3     | 2         | 0           | 1        | 253             | 221               |
| Tahiti                    | 2     | 0         | 0           | 2        | 116             | 189               |
| Îles Marshall             | 2     | 0         | 0           | 2        | 129             | 145               |
| Nauru                     | 1     | 1         | 0           | 0        | 107             | 60                |
| Guam                      | 1     | 0         | 0           | 1        | 72              | 76                |
| Nouvelle-Calédonie        | 1     | 0         | 0           | 1        | 65              | 93                |
| Fidji                     | 1     | 0         | 0           | 1        | 53              | 117               |
| Samoa                     | 1     | 0         | 0           | 1        | 43              | 93                |
| Samoa américaines         | 1     | 0         | 0           | 1        | 69              | 83                |
| Îles Cook                 | 1     | 1         | 0           | 0        | 83              | 72                |
| Îles Salomon              | 1     | 1         | 0           | 0        | 67              | 63                |
| Micronésie                | 1     | 1         | 0           | 0        | 86              | 72                |
| Papouasie-Nouvelle-Guinée | 1     | 0         | 0           | 1        | 72              | 80                |
| Kosrae                    | 2     | 2         | 0           | 0        | 144             | 132               |
| Chuuk                     | 2     | 2         | 0           | 0        | 135             | 115               |
| Yap                       | 1     | 1         | 0           | 0        | 119             | 67                |
| Pohnpei                   | 1     | 1         | 0           | 0        | 72              | 65                |
| Total                     | 23    | 12        | 0           | 11       | 1685            | 1745              |

## Effectif
| N° | Noms               |
| -- | ------------------ |
| 1  | Brian Smau         |
| 2  | Jeffrey Tkel       |
| 3  | Lyndon Ngiramolau  |
| 4  | Makanani Ichiro    |
| 5  | Nik Techemang      |
| 6  | Reid Rikrik        |
| 7  | Scout Matsutaro    |
| 8  | Sky Koshiba        |
| 9  | Sunshine Soalablai |
| 10 | Wallace Rikrik     |
| 11 | Yutaka Gibbons     |
| 12 | Michael Williams   |

| N° | Noms               |
| -- | ------------------ |
| 1  | Scout Matsutaro    |
| 2  | Perry Oiterong     |
| 3  | Silverio Tumechub  |
| 4  | Ziske Asanuma      |
| 5  | Yutaka Gibbons Jr  |
| 6  | Makanani Ichiro    |
| 7  | Javis Pedro        |
| 8  | Reid Rikrik        |
| 9  | Wallace Rikrik     |
| 10 | JoJo Roberts       |
| 11 | Sunshine Soalablai |
| 12 | Michael Williams   |